# Liste d'élections en 1816
Chronologie des élections
- 1812
- 1813
- 1814
- 1815
- 1816
- 1817
- 1818
- 1819
- 1820

Cet article recense les élections organisées durant l'année 1816.

En ce début de XIXe siècle, peu de pays organisent des élections nationales. Seuls le Royaume-Uni et les États-Unis procèdent à des élections régulières, au suffrage censitaire. À partir de 1815, la France, sous la Seconde Restauration, est également dotée d'un parlement élu.

## Élections nationales en 1816
| Date                         | État       | Élection ou référendum                    | Contexte | Résultat |
| ---------------------------- | ---------- | ----------------------------------------- | --- | --- |
| 25 septembre - 4 octobre     | France     | Législatives                              | Le roi Louis XVIII a dissous la Chambre des députés issue des élections de 1815, dominée par les ultraroyalistes et que son gouvernement juge excessifs.Les 3/5 des députés sont élus le 25 septembre, les 2/5 restants étant élus le 4 octobre par la minorité d'électeurs les plus riches. | Alternance. Les Doctrinaires (royalistes modérés, libéraux, qui souhaitent réconcilier la monarchie avec les acquis de la Révolution de 1789) remportent une courte majorité absolue des sièges. Les Ultraroyalistes reculent très nettement, mais demeurent la deuxième force à la Chambre, loin devant les quelques députés de gauche. Richelieu (royaliste modéré) demeure président du Conseil des ministres. |
| 1er novembre - 4 décembre    | États-Unis | Présidentielle                            | Le président James Madison (républicain-démocrate) ne se représente pas pour un troisième mandat. | James Monroe (Parti républicain-démocrate : antifédéraliste, républicain (en)) est élu avec 84,3 % des voix des grands électeurs (et 68,2 % des suffrages populaires) face à un unique adversaire, Rufus King (Parti fédéraliste : fédéraliste, conservateur). |
| 30 avril 1816 - 14 août 1817 | États-Unis | Législatives (chambre (en) et sénat (en)) | | Voir l'article : Liste d'élections en 1817. |